# Rouffignac-Saint-Cernin-de-Reilhac
Rouffignac-Saint-Cernin-de-Reilhac é uma comuna francesa na região administrativa da Nova Aquitânia, no departamento Dordonha. Estende-se por uma área de 61,04 km². Em 2010 a comuna tinha 1 650 habitantes (densidade: 27 hab./km²).